# 森賴斯鎮區 (明尼蘇達州奇薩戈縣)
森賴斯鎮區（英語：Sunrise Township）是位於美國明尼蘇達州奇薩戈縣的一個行政鎮區。

## 地方資料
森賴斯鎮區的面積為118.30平方千米，當中陸地面積為116.60平方千米，而水域面積為1.70平方千米。根據2020年美國人口普查的數據，當地共有人口2107人，而人口密度為每平方千米17.81人。